# Brunbladet star
Brunbladet star er en mere eller mindre stedsegrøn staude med en tuedannende vækst og brunlige blade. Arten er karakteristisk for steppevegetationerne, og vokser ikke vildt i Danmark, men bliver dyrket som prydplante på grund af den usædvanlige bladfarve.

## Kendetegn
Brunbladet star (Carex buchananii) er en græsagtig og flerårig, urteagtig plante med en tæt, tuedannende vækst. De oprette stængler er glatte og svagt trekantede i tværsnit med bladskeder, der er purpurrøde til næsten sorte. Bladene danner oprette til overhængende tuer af meget tynde og næsten hårlignende, men furede blade, der krøller i spiral ved spidserne. Oversiden er glat og skinnende i rødlig eller bronzebrune farver, mens undersiden er mat og blegt flødefarvet. De blomstrende skud er normalt lavere (!) end bladtuen. Blomstringen foregår i juni-juli, hvor man finder blomsterne samlet i 5-6 endestillede aks, hvoraf de øverste består af hanlige blomster, mens de nederste rummer hunlige blomster. De enkelte blomster 3-tallige og stærkt reducerede (som det er almindeligt hos halvgræsserne). Frøene er ægformede, brune nødder.
Rodsystemet består af en lodret jordstængel og talrige, vidt udbredte trævlerødder.
Brunbladet star når i hjemlandet en højde på 75 cm og en bredde (i tuen) på ca. 75 cm. Under danske forhold kan man forvente en højde og tuebredde på ca. 50 cm.

## Hjemsted
Brunbladet star hører hjemme i området syd for Manawatu på den newzealandske nordø og langs den østlige side af Sydøen. Her vokser den bredderne af søer og vandløb eller på fugtig bund i lysåbne skove og tussockheder. I det newzealandske forskningsområde, Eyrewell Reserve, som ligger nær østkysten midt på Sydøen og lidt sydvest for Christchurch har man hegnet alle græsædende husdyr ude. Der falder mindre end 25 mm regn i vækstperioden oktober til marts. Samtidig er der mere end 30 graders varme og lav relativ luftfugtighed (< 45 %). I vintertiden, dvs. marts til oktober, er der mere koldt med temperaturer under frysepunktet og frostvejr i mindst 120 dage. Jordbunden er flad eller svagt bakket, og den består af ler, sand og grus, som er aflejret under den seneste istid. Her vokser arten sammen med bl.a. Aciphylla subflabellata (en art af lanseskærm), Carex comans og Carex flagellifera (arter af star), Clematis marata (en art af skovranke), Coprosma areolata, Coprosma crassifolia, Coprosma intertexta, Coprosma lucida, Coprosma obconica, Coprosma pedicellata, Coprosma propinqua, Coprosma robusta, Coprosma rotundifolia, Coprosma rugosa og Coprosma virescens (arter af slægten Coprosma i krap-familien), Festuca novae-zelandiae (en art af svingel), Helichrysum lanceolatum (en art af evighedsblomst), Hypericum gramineum (en art af perikon), newzealandsk hør, newzealandsk klæbefrø, Olearia adenocarpa (en art af bellisbusk), Poa cita (en art af rapgræs), Podocarpus totara (en art af sydtaks, regnbuegræs, rosenmyrte, stammekordyline, Sophora microphylla og Sophora prostrata (arter af slægten sophora) og trædepude